# Balkány
Balkány je grad u Mađarskoj.

## Gradovi prijatelji
- Lázári, Rumunjska od 2004.
- Chlebnice, Slovačka od 2007.
- Słopnice, Poljska, od 2005.